# Бонне, Жорж
Жорж-Этьен Бонне́ (фр. Georges-Étienne Bonnet; 23 июля 1889, Басийак — 18 июня 1973, Париж) — французский политический деятель, правый радикал. Сын адвоката, он окончил частную школу политических наук и Сорбонну. Не раз занимая в 1925—1940 гг. министерские посты, Бонне представлял в правительстве интересы финансовых кругов.

## Биография

### Начало карьеры
Сын адвоката, во время Первой мировой войны Бонне служил во французской армии, за отвагу под огнём противника был награждён медалью.
В качестве министра финансов Франции летом 1937 девальвировал франк с 111 до 147 франков за фунт стерлингов, проводил жёсткую бюджетную политику: пытался сокращать военные и социальные расходы.

### Министр иностранных дел
Накануне Второй мировой войны как министр иностранных дел (апрель 1938 — сентябрь 1939) проводил политику сговора с государствами оси, был одним из инициаторов Мюнхенского соглашения 1938 года.
25 февраля 1939 признал законность правительства Ф. Франко, чем обеспечил нейтралитет Испании в случае войны Германии и Франции.

### Во время войны
С 1941 — член правительства Виши. В 1944 исключен из Радикальной партии.

### После войны
После освобождения Франции он эмигрировал в Швейцарию, чтобы избежать судебного преследования за сотрудничество с нацистами, где и проживал до марта 1950. В 1946—1948 Бонне опубликовал свои мемуары, в которых пытался оправдать провал своей довоенной политики и сотрудничество с оккупантами. В 1953, после амнистии всех тех, кто был объявлен виновным в «национальном позоре», Бонне вернулся во Францию и продолжил политическую деятельность, и даже был восстановлен в Радикальной партии в 1952, однако в 1955 он отказался поддерживать Пьера Мендес-Франса, за что был повторно исключён. В 1956 избран мэром Брантомаи депутатом от Дордони.